# Rosetta Passel
Rosetta Passel este un personaj ficțional din seria anime și manga Kaleido Star. În timp ce este crescută în Franța, locul ei de naștere este Belgia. De la vârsta de 9 ani a fost privită ca un copil-minune, atunci când a câștigat primul ei turneu de Diabolo, primind totodată numele de "Mașina Diabolo". Acest nume se datorează personalității reci și reprezentațiilor impecabile. La fel ca și Layla, Sora este cea care îi schimbă perspectiva Rosettei în privința lucrurilor ce o înconjoară, devenind și prietene foarte bune. Când Rosetta se alătura celor de la Kaleido Stage în seria secundă, aceasta vede în Sora un model, dorind să fie ca și ea, în timp ce o legătura puternica se înființează între cele două, fiind la fel de apropiate ca niște surori.
Rosetta este dublată de Kaori Mizuhashi în varianta japoneză, iar Serena Varghese realizează dublajul în limba engleză. 

## Descriere

### Copilăria
Rosetta a început să practice Diabolo la vârsta de 5 ani. Antrenându-se foarte intens la o școală din Franța, nu a avut o copilărie normală, fiind nevoită să urmeze o școală pe calculator. Peste câțiva ani a primit titlul de cea mai tânără campioană de Diabolo în urma unei reprezentații uimitoare.

### Adolescența
Peste patru ani, a fost invitată de către Kalos Eido să joace, timp de o săptămână, în deschiderea spectacolelor Cenușăreasa, de la Kaleido Stage. Numerele Rosettei erau mult prea mecanice, neinspirând amuzament, motiv pentru care a fost concediată. Sora Naegino a apărat-o și a propus să joace împreună un număr de Diabolo. La început Rosetta nu a fost sigură de talentul Sorei, dorind să renunțe la contractul de la Kaleido Stage și să se întoarcă în Franța. Acceptând să-i urmărească numărul împreună cu foca Jonathan și cel din spectacolul Cenușăreasa, a început să o admire și a învățat-o Diabolo. Reprezentația lor din deschidere a fost fantastică iar Rosetta și-a recăpătat dragostea pentru scenă, datorită Sorei pe care acum o are ca model. După desființarea circului Rosetta a fost invitată de Sora să intre în echipa Freedom Lights. Rosetta juca numere de Diabolo la Marine Park. Tot aceasta i-a propus Sorei, după concedierea de la Marine Park să participe la Vancouver Festival. Rosetta s-a întors în Franța după ce Sora a început antrenamentele pentru Legendara Manevră. A urmărit reprezentația Sorei și Laylei Hamilton, care fiind atât de uimitoare a determinat-o să-și dorească să  devină acrobată.

## Înfățișare
Rosetta are părul roșcat tuns scurt. Ținuta sa este formată dintr-un maiou portocaliu, niște pantaloni trei-sferturi verzi și o pereche de teniși. La antrenamente poartă un maiou portocaliu, pantaloni scurți albaștrii și poante. În imaginea de mai sus a fost îmbrăcată cu un tricou și pantaloni scurți roșii, iar în mâini mănuși albe.

## Kaleido Stage
Rosetta a fugit din Franța și a venit la Sora pentru a o ruga să o învețe acrobația. În acest timp, mama ei a urmărit-o împreună cu polițistul Jerry și au găsit-o atunci când încerca un salt la trapez. Înțelegând dragostea ce o poartă pentru Kaleido Stage, Anne i-a permis să fie angajată aici. Sora a încercat să o învețe să se balanseze și a dus-o la școala lui Marion Benigni. Acolo Rosetta a întâlnit niște colegii ai lui Marion care doreau să învețe să jongleze. Antrenându-i pe aceștia Rosetta și-a dat seama că a greșit grăbindu-se să învețe altceva decât Diabolo. În timp ce se dădea în leagăn cu Sora, Rosetta a zărit Kaleido Stage și încercând să se ridice mai sus pentru al revedea a învățat să se balanseze. La Kids Stage Rosetta a jucat din nou un număr de Diabolo spectaculos în timp ce Marion și Sora au sărit la trambulină. După închiderea temporară a circului Kaleido Stage, Rosetta a jucat la trapez într-un spectacol al lui Kenneth Motors Corporation. În spectacol Rosetta s-a balansat la trapez și a împrăștiat petale dintr-un coș pe scenă. Rosetta a primit un contract la Noir Circus. Cu ocazia plecării acolo l-a întâlnit pe Alan Ruben, un fost mare antrenor de acrobație care a învățat-o să sară la trapez legată la ochii.  Pentru reprezentația Lacul Lebedelor fusese pregătit un rol special pentru Rosetta, dar acesta nu se potrivea cu restul scenariului și fusese anulat. Rosetta era foarte tristă dar a primit ajutor din partea lui May Wong care i-a propus să execute împreună Eterna Iluzie. Rosetta a acceptat și a primit un rol în spectacol. Numărul său a fost incredibil și Anne a fost mândră de ea.